# Ronde van Turkije 2005
De Ronde van Turkije 2005 (Turks: 2005 Cumhurbaşkanlığı Türkiye Bisiklet Turu) was de 41e editie van deze wielerwedstrijd die als meerdaagse koers werd verreden van zondag 1 mei tot en met zondag 8 mei in Turkije. Deze wedstrijd maakte deel uit van de UCI Europe Tour 2005.

## Etappe-overzicht
| Etappe | Datum         | Startplaats | Finishplaats | Afstand | Winnaar etappe              | Leider klassement           |
| ------ | ------------- | ----------- | ------------ | ------- | --------------------------- | --------------------------- |
| 1      | 30 april 2006 | İzmir       | İzmir        | 6,0 km  | Sergey Tretyekov            | Sergey Tretyekov            |
| 2      | 1 mei 2006    | İzmir       | Kuşadası     | 96,0 km | Mehmut Mutlu                | Sergey Tretyekov            |
| 3      | 2 mei 2006    | Kuşadası    | Bodrum       | 165 km  | Svetoslav Tchanliev Kirilov | Sergey Tretyekov            |
| 4      | 3 mei 2006    | Bodrum      | Marmaris     | 168 km  | Svetoslav Tchanliev Kirilov | Svetoslav Tchanliev Kirilov |
| 5      | 4 mei 2006    | Marmaris    | Fethiye      | 135 km  | Evgeni Gerganov             | Svetoslav Tchanliev Kirilov |
| 6      | 5 mei 2006    | Fethiye     | Finike       | 189 km  | Svetoslav Tchanliev Kirilov | Svetoslav Tchanliev Kirilov |
| 7      | 6 mei 2006    | Finike      | Antalya      | 115 km  | Oleksandr Onoshko           | Svetoslav Tchanliev Kirilov |
| 8      | 7 mei 2006    | Antalya     | Alanya       | 136 km  | M. Berat Alphan             | Svetoslav Tchanliev Kirilov |

## Eindstand

### Algemeen klassement
| Plaats           | Naam                        | Ploeg                                | Tijd      |
| ---------------- | --------------------------- | ------------------------------------ | --------- |
| Lichtblauwe trui | Svetoslav Tchanliev Kirilov | Cycling Club Bourgas                 | 25u33'42" |
| 2                | Martin Prazdnovsky          | Team Sparebanken Vest                | + 00' 15" |
| 3                | Evgeni Gerganov             | Cycling Club Bourgas                 | + 00' 21" |
| 4                | Mert Mutlu                  | Kocaeli Brisaspor                    | + 00' 32" |
| 5                | Zoltán Remák                | P-Nivo - Betonexpressz 2000 - KFT.se | + 00' 38" |
| 6                | Armir Zargari               | Paykan                               | + 00' 39" |
| 7                | Tim Barry                   | -                                    | + 01' 03" |
| 8                | Pavel Shumanov              | Cycling Club Bourgas                 | + 01' 22" |
| 9                | Kemal Küçükbay              | Turkije                              | + 01' 26" |
| 10               | Žolt Dér                    | -                                    | + 01' 47" |

2000 ·
2001 ·
2002 ·
2003 ·
2004 ·
2005 ·
2006 ·
2007 ·
2008 ·
2009 ·
2010 ·
2011 ·
2012 ·
2013 ·
2014 ·
2015 ·
2016 ·
2017 ·
2018 ·
2019 ·
2020 ·
2021 ·
2022 ·
2023 · 2024